# Sofia Amloh
Sofia Maria Margareta Amloh, född 23 maj 1986 i Runtuna församling i Södermanlands län, är en svensk politiker (socialdemokrat). Hon är ordinarie riksdagsledamot sedan 2022 (dessförinnan tjänstgörande ersättare från 2021), invald för Södermanlands läns valkrets.
Amloh är i grunden industriarbetare. Hon har varit kommunpolitiker i Nyköpings kommun, bland annat som ordförande för vård- och omsorgsnämnden.
Amloh kandiderade i riksdagsvalet 2018 och blev ersättare. Hon var tjänstgörande ersättare för statssekreterare Fredrik Olovsson från 8 september 2021. Sedan valet 2022 är hon ordinarie riksdagsledamot. I riksdagen är Amloh sedan 2024 ledamot i arbetsmarknadsutskottet. Hon var tidigare suppleant i utskottet, och dessförinnan suppleant i socialutskottet.